# Christopher Moore
Christopher Moore (Toledo, Ohio, 1957. január 1. –)  amerikai író.

## Élete
Az édesapja autópályarendőr volt, édesanyja pedig bolti eladó. Tanulmányait az Ohio Állami Egyetemen kezdte, majd Santa Barbarában a Brooks Fotográfia Intézetben folytatta. 19 éves korában költözött Kaliforniába, 2003-ban pedig Hawaii-ra. Jelenleg San Franciscóban él.
Az első könyvének – Ördögöd van! – 1992-es megjelenése előtt ácsként, bolti eladóként, éjszakai portásként, biztosítási ügynökként, pincérként és rock and roll DJ-ként dolgozott. Azóta sikert sikerre halmoz regényeivel (a legutolsó 2011-ben jelent meg Prérifarkas blues címmel).

## Regényei

### Könyvek
Love Story-trilógia
- Vérszívó démonok (1995; magyar kiadás: 2008, Agave Könyvek ISBN 978-963-9868-16-8)
- Totál szívás (2007; magyar kiadás: 2008, Agave Könyvek ISBN 978-963-9868-60-1)
- Csak egy harapás (2010, Agave Könyvek ISBN 978-615-5049-00-2)

Egyéb könyvei
- Ördögöd van! (1992, magyar kiadás: 2001, Ulpius-ház ISBN 9789639348431)
- Prérifarkas blues (1994; magyar kiadás: 2011, Agave Könyvek ISBN 978-61-5504-945-3)
- A neccharisnyás papnő pajzán szigete (1997; magyar kiadás: 2012, Agave Könyvek ISBN 978-61-5527202-8)
- A Melankólia-öböl buja bestiája (1999; magyar kiadás: 2014, Agave Könyvek ISBN 978-61-5546840-7)
- Biff evangéliuma (2002; magyar kiadás: 2006, Agave Könyvek ISBN 963 711 8292)
- Fluke, or, I Know Why the Winged Whale Sings (2003)
- A leghülyébb angyal (2004; magyar kiadás: 2006, Agave Könyvek ISBN 963 711 8527)
- Mocskos meló (2006; magyar kiadás: 2007, Agave Könyvek ISBN 978 963 711 8760)
- Fool (2009)

### Novellák
- Our Lady of the Fishnet Stockings (1987)
- Cat's Karma (1987)

### Magyarul megjelent művei
- Ördögöd van!; ford. György László; Ulpius-ház, Bp., 2001
- Mocskos meló; ford. Pék Zoltán; Agave Könyvek, Bp., 2006
- A leghülyébb angyal; ford. Pék Zoltán; Agave Könyvek, Bp., 2006
- Biff evangéliuma, aki Jézus gyerekkori haverja volt; ford. Pék Zoltán; Agave Könyvek, Bp., 2006
- Vérszívó démonok; ford. Pék Zoltán; Agave Könyvek, Bp., 2008
- Totál szívás; ford. Pék Zoltán; Agave Könyvek, Bp., 2009
- Csak egy harapás; ford. Pék Zoltán; Agave Könyvek, Bp., 2010
- Prérifarkas blues; ford. Pék Zoltán; Agave Könyvek, Bp., 2011
- A neccharisnyás papnő pajzán szigete; ford. Pék Zoltán; Agave Könyvek, Bp., 2012
- Te szent kék!; ford. Pék Zoltán; Agave Könyvek, Bp., 2013
- A Melankólia-öböl buja bestiája; ford. Pék Zoltán; Agave Könyvek, Bp., 2014
- Bolond; ford. Pék Zoltán; Agave Könyvek, Bp., 2015
- A velencei sárkány; ford. Pék Zoltán; Agave Könyvek, Bp., 2016
- Lestrapált lelkek; ford. Pék Zoltán; Agave Könyvek, Bp., 2017
- Noir; ford. Pék Zoltán; Agave Könyvek, Bp., 2018
- Ördögöd van; ford. Pék Zoltán; Agave Könyvek, Bp., 2019
- Shakespeare mókusoknak; ford. Pék Zoltán; Agave Könyvek, Bp., 2021

## Fordítás
- Ez a szócikk részben vagy egészben  a   Christopher_Moore_(author) című angol Wikipédia-szócikk fordításán alapul.  Az eredeti cikk szerkesztőit annak laptörténete sorolja fel. Ez a jelzés csupán a megfogalmazás eredetét és a szerzői jogokat jelzi, nem szolgál a cikkben szereplő információk forrásmegjelöléseként.